# Thomas Wingfield Grimes
Thomas Wingfield Grimes (* 18. Dezember 1844 in Columbus, Georgia; † 28. Oktober 1905 ebenda) war ein US-amerikanischer Politiker. Zwischen 1887 und 1891 vertrat er den Bundesstaat Georgia im US-Repräsentantenhaus.

## Werdegang
Thomas Grimes besuchte in seiner Jugend private Schulen und studierte danach bis 1863 an der University of Georgia in Athens. Nach einem Jurastudium und seiner Zulassung als Rechtsanwalt begann er in Columbus in seinem neuen Beruf zu arbeiten. Während des Bürgerkrieges diente er 18 Monate lang im Heer der Konföderation. Politisch war Grimes Mitglied der Demokratischen Partei. Zwischen 1868 und 1876 saß er mehrfach als Abgeordneter im Repräsentantenhaus von Georgia. Von 1878 bis 1879 gehörte er dem  Staatssenat an. 1880 war Grimes Delegierter zur Democratic National Convention in Cincinnati, auf der Winfield Scott Hancock als Präsidentschaftskandidat nominiert wurde. Seit diesem Jahr arbeitete er außerdem als Staatsanwalt im Gerichtsbezirk von Chattahoochee.
Bei den Kongresswahlen des Jahres 1886 wurde Grimes im vierten Wahlbezirk von Georgia in das US-Repräsentantenhaus in Washington, D.C. gewählt, wo er am 4. März 1887 die Nachfolge von Henry R. Harris antrat. Nach einer Wiederwahl im Jahr 1888 konnte er bis zum 3. März 1891 zwei Legislaturperioden im Kongress absolvieren. Im Vorfeld der Wahlen des Jahres 1890 wurde er von seiner Partei nicht mehr für eine weitere Legislaturperiode nominiert.
Nach seinem Ausscheiden aus dem US-Repräsentantenhaus zog sich Thomas Grimes aus der Politik zurück. In den folgenden Jahren arbeitete er wieder als Anwalt. Er starb am 28. Oktober 1905 in seiner Heimatstadt Columbus.